# Лига Европы УЕФА 2021/2022. Квалификация
Эта статья содержит информацию о квалификационных раундах Лиги Европы УЕФА 2021/22.
Команды, проигравшие во втором квалификационном раунде Лиги чемпионов примут участие в третьем квалификационном раунде Лиги Европы, проигравшие на чемпионском пути в третьем квалификационном раунде Лиги чемпионов — в четвёртом квалификационном раунде Лиги Европы, а проигравшие в четвёртом квалификационном раунде и на нечемпионском пути в третьем квалификационном раунде Лиги чемпионов попадут в групповой этап Лиги Европы.
Команды, проигравшие в третьем квалификационном раунде Лиги Европы примут участие в раунде плей-офф квалификации Лиги конференций, а проигравшие в раунде плей-офф квалификации Лиги Европы попадут в групповой этап Лиги Конференций.

## Расписание жеребьёвок и матчей
| Раунд          | Жеребьёвка     | Первый матч     | Ответный матч   |
| -------------- | -------------- | --------------- | --------------- |
| Третий раунд   | 19 июля 2021   | 5 августа 2021  | 12 августа 2021 |
| Раунд плей-офф | 2 августа 2021 | 19 августа 2021 | 26 августа 2021 |

## Участники
| Клуб           | Коэф.  |
| -------------- | ------ |
| АЗ             | 21.500 |
| Фенербахче     | 19.500 |
| Заря (Луганск) | 15.000 |
| Антверпен      | 10.500 |
| Штурм          | 7.165  |
| Раннерс        | 5.575  |
| (ЛЧ 3КР ЧП)    |        |
| (ЛЧ 3КР ЧП)    |        |
| (ЛЧ 3КР ЧП)    |        |
| (ЛЧ 3КР ЧП)    |        |
| (ЛЧ 3КР ЧП)    |        |
| (ЛЧ 3КР ЧП)    |        |

| Клуб                    | Коэф.          |
| Путь чемпионов          | Путь чемпионов |
| ----------------------- | -------------- |
| Слован (Братислава)     | 7.500          |
| Жальгирис               | 6.500          |
| Алашкерт                | 6.500          |
| Флора                   | 6.250          |
| Кайрат                  | 6.000          |
| Линкольн Ред Импс       | 5.750          |
| Омония (Никосия)        | 5.500          |
| ХИК                     | 5.500          |
| Нефтчи                  | 5.000          |
| Мура                    | 3.000          |
| Путь представителей лиг |                |
| Селтик                  | 34.000         |
| Рапид (Вена)            | 17.000         |
| Галатасарай             | 17.000         |
| Яблонец                 | 7.000          |
| Сент-Джонстон           | 6.675          |
| Анортосис               | 5.550          |

## Третий квалификационный раунд

### Чемпионский путь

#### Матчи
| Команда 1         | Итог         | Команда 2           | 1-й матч | 2-й матч       |
| ----------------- | ------------ | ------------------- | -------- | -------------- |
| Омония            | 2:2 (5:4 п.) | Флора               | 1:0      | 1:2            |
| Мура              | 1:0          | Жальгирис           | 0:0      | 1:0            |
| Кайрат            | 2:3          | Алашкерт            | 0:0      | 2:3 (доп. вр.) |
| Линкольн Ред Импс | 2:4          | Слован (Братислава) | 1:3      | 1:1            |
| Нефтчи            | 2:5          | ХИК                 | 2:2      | 0:3            |

### Путь представителей лиг

#### Матчи
| Команда 1    | Итог | Команда 2     | 1-й матч | 2-й матч |
| ------------ | ---- | ------------- | -------- | -------- |
| Яблонец      | 2:7  | Селтик        | 2:4      | 0:3      |
| Рапид (Вена) | 4:2  | Анортосис     | 3:0      | 1:2      |
| Галатасарай  | 5:3  | Сент-Джонстон | 1:1      | 4:2      |

## Раунд плей-офф
| Команда 1     | Итог      | Команда 2           | 1-й матч | 2-й матч       |
| ------------- | --------- | ------------------- | -------- | -------------- |
| Раннерс       | 2:3       | Галатасарай         | 1:1      | 1:2            |
| Рапид (Вена)  | 6:2       | Заря (Луганск)      | 3:0      | 3:2            |
| Селтик        | 3:2       | АЗ                  | 2:0      | 1:2            |
| Фенербахче    | 6:2       | ХИК                 | 1:0      | 5:2            |
| Мура          | 1:5       | Штурм               | 1:3      | 0:2            |
| Антверпен     | 4:4 (3:2) | Омония              | 2:4      | 2:0 (пен. 3:2) |
| Олимпиакос    | 5:2       | Слован (Братислава) | 3:0      | 2:2            |
| Рейнджерс     | 1:0       | Алашкерт            | 1:0      | 0:0            |
| Славия Прага  | 3:4       | Легия               | 2:2      | 1:2            |
| Црвена Звезда | 6:1       | ЧФР Клуж            | 4:0      | 2:1            |